# Gare de Shin-Yūbari
La gare de Shin-Yūbari (新夕張駅, Shin-Yūbari-eki) est une gare ferroviaire de la ville de Yūbari, à Hokkaidō au Japon. La gare est exploitée par la compagnie JR Hokkaido.

## Situation ferroviaire
La gare de Shin-Yūbari est située au point kilométrique (PK) 43,0 de la ligne Sekishō.

## Historique
La gare a été inaugurée le 1er novembre 1892 sous le nom de gare de Momijiyama. Elle prend son nom actuel en 1981. Le 31 mars 2019, la ligne entre Shin-Yūbari et Yūbari ferme.

## Service des voyageurs

### Accueil
La gare dispose d'un bâtiment voyageurs, avec guichets, ouvert tous les jours.

### Desserte
- Ligne Sekishō :
  - voies 1 et 2 : direction Oiwake et Sapporo ou direction Obihiro et Kushiro